# Dun Sleadale
Der Broch Dun Sleadale beim Dorf Talisker, in Bracadale, auf der Isle of Skye in Schottland liegt auf einem Hügel, der sich von einer ebenen Terrasse aus erhebt.
Der Broch, von dem nur wenige Strukturen erkennbar sind, steht am Ende eines kurzen Felsrückens. Die äußere Wand im Südwestbogen steht noch bis in 2,44 m Höhe und große Mengen heruntergefallener Steine verdecken das Innere. Der außen sturzlose Zugang, an der Nord-Ost-Seite, ist 86 cm breit. Weiter innen sind mehrere Stürze in situ und 91 cm von außen liegt der Türrahmen. Im Bereich der Wächterzelle ist der Gang 1,27 m breit und verengt sich am inneren Ende auf 94 cm.
Es gibt vom Innenraum aus einen Zugang mit Sturz, in die Nordwand, von dem aus (im Uhrzeigersinn) ein Galerieabschnitt mit Stürzen verläuft. 1915 war in der Wand noch die Treppe zur oberen Etage sichtbar. Ihre Stufen befinden sich vermutlich unterhalb der Trümmer. Es gibt eine weitere Wandzelle mit Stürzen im Südwesten. Es besteht kein Zweifel, dass es sich um einen hohlwandigen Broch handelt. Ein Sockel im Bogen ist erhalten und die innere Wand steht in bis zu sechs Schichten darüber an. Der Felsboden liegt außen nur etwa 1,8 m unter den Stürzen der Galerie.

## Abmessungen
Der leicht ovale Innendurchmesser beträgt in Bodenhöhe 11,25 × 12,0 m: Die Wandstärke beträgt 3,1 m, so dass der Außendurchmesser etwa 18,0 m beträgt. Der Wandanteil von etwa 35 % ist außerordentlich gering.
In der Nähe liegen Dun Kraiknish und Dun Merkadale.